# Symbister
Symbister är en ort i Storbritannien.   Den ligger i kommunen Shetlandsöarna och riksdelen Skottland, i den norra delen av landet, 1 000 km norr om huvudstaden London. Symbister ligger 72 meter över havet och antalet invånare är 797. Den ligger på ön Whalsay.
Terrängen runt Symbister är platt. Havet är nära Symbister söderut.  Symbister är det största samhället i trakten.